# 時山直八
時山 直八（ときやま なおはち）は、江戸時代末期（幕末）の長州藩士。諱を養直

## 生涯
天保9年（1838年）元旦、萩城外の奥玉江にて士雇・時山茂作の子として生まれた。
同藩の槍術師範・岡部半蔵に宝蔵院流を習う。また、嘉永3年（1850年）頃、吉田松陰の松下村塾にて学んだほか、安井息軒にも師事している。
高杉晋作らとともに尊王攘夷運動に参加するが、攘夷の不可能を悟ると討幕運動に邁進した。京都の藩邸で諸藩応接掛を務め、八月十八日の政変や禁門の変、長州征伐などの数々の戦争において、奇兵隊参謀として活躍した。
慶応4年（1868年）、北越戦争における越後長岡藩との朝日山攻防戦において、陣頭に立って指揮し立見尚文率いる桑名藩兵と戦ったが、顔面を狙撃されて即死した。享年31。なお、戦場の最前線であったため、奇兵隊士は時山の首を掻き斬って持ち帰るのが精一杯で、遺体は放置されたという。

## 備考
- 吉田松陰は時山を「中々の奇男子なり、愛すべし」と評して、一目置いていた。
- 他の奇兵隊士とともに撮影した写真が現存する。
- 品川弥二郎は後年まで時山の死を悼み、山縣有朋に対して「時山を殺したのはお前だ」と非難を続けたという。[要出典]

## 関連作品
小説
- 司馬遼太郎『峠』

テレビドラマ
- 『花神』（NHK大河ドラマ、1977年、演：松平健）